# OPNsense
OPNsense 是由 Deciso 开发的开源、基于 FreeBSD 的防火墙和路由软件，Deciso 是一家位于荷兰的公司，为 OPNsense 生产硬件并销售支持包。它是 pfSense 的一个分支，而 pfSense 又是从构建在 FreeBSD 上的 m0n0wall 派生出来的。它于 2015 年 1 月推出。当 m0n0wall 在 2015 年 2 月关闭时，它的创建者 Manuel Kaspar 将其开发者社区推荐给 OPNsense。
OPNsense 有一个基于 web 的界面，可以在 i386 和 x86-64 平台上使用。除了充当防火墙之外，它还具有流量整形、负载均衡和虚拟专用网功能，其他功能可以通过插件添加。
2017 年 11 月，世界知识产权组织的一个小组发现，pfSense 的版权所有人 Netgate 一直在恶意使用 opnsense.com 域名诋毁 OPNsense，Netgate 有义务将该域名转让给 Deciso。Netgate 一方试图援引合理使用条款，声称该域名“已被用于一个拙劣模仿网站”；它被拒绝的理由是言论自由不包括域名注册。
目前，opnsense.com 域名已经处于Deciso的控制之下。点击opnsense.org上的商店选项会自动转到shop.opnsense.com

## 进一步的阅读
- Upadhyay, Rajneesh. . Unixmen. September 30, 2015  [2018-12-14]. （原始内容存档于2018-12-14）.